# Stráž pod Ralskem
Stráž pod Ralskem là một thị trấn thuộc huyện Česká Lípa, vùng Liberecký, Cộng hòa Séc.